# セイコー・プロスペックス

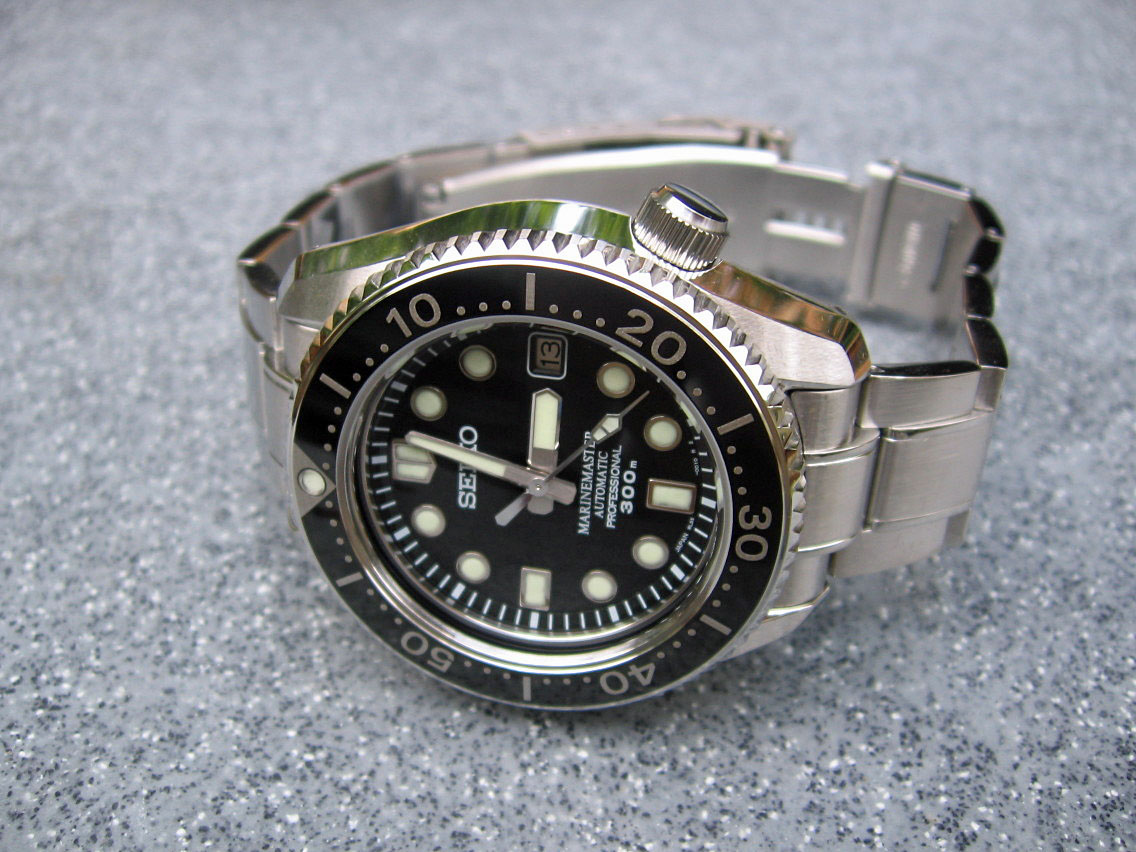
マリンマスタープロフェッショナルSBDX001

セイコー・プロスペックス（SEIKO PROSPEX）は、日本の腕時計メーカーであるセイコーウオッチが販売している腕時計のブランドのひとつ。

## 概要
プロスペックスは、ダイバーズウォッチ規格の「海」、登山者向けの「陸」、パイロットウォッチの「空」、ランニングウォッチの「走」の4つのカテゴリがある、スポーツやアウトドアに対応した本格スポーツウォッチブランドである。

## シリーズ

### 海

#### マリンマスタープロフェッショナル

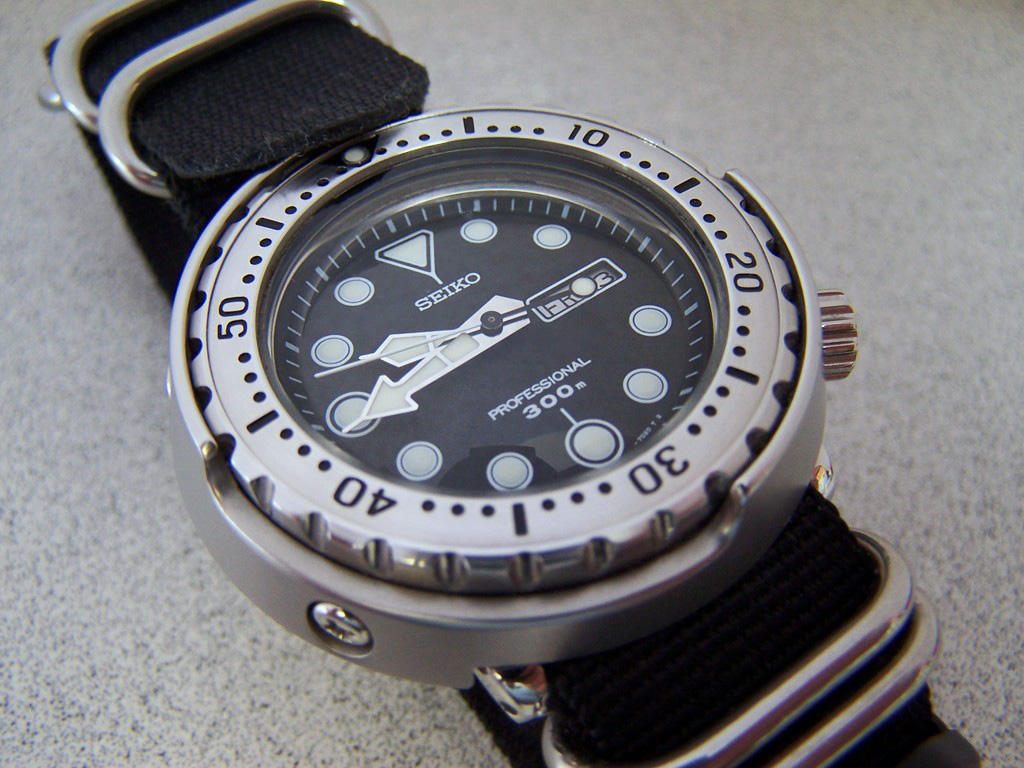
マリンマスタープロフェッショナルSBBN007

飽和潜水用防水に対応した最上級モデルで、防水性能は300m、600m、1000mの3つ。搭載されるムーブメントは、10振動メカニカルムーブメントのキャリバー8L55および8L35、スプリングドライブのキャリバー5R65および5R66、電池式クオーツの7C46である。

#### マリンマスターオーシャンクルーザー
20気圧防水に対応したGPSソーラーモデル。海洋冒険家の白石康次郎をアドバイザーに迎え、外洋ヨットレース等での使用を想定し2016年に発売された。『アストロン』（2代目・第2世代）にも搭載されているソーラーGPS衛星電波修正ムーブメントのキャリバー8X53を搭載する。現在は販売が終了しており、『ランドマスターグレートトラヴァース』が後継商品となっている。

#### ダイバースキューバ

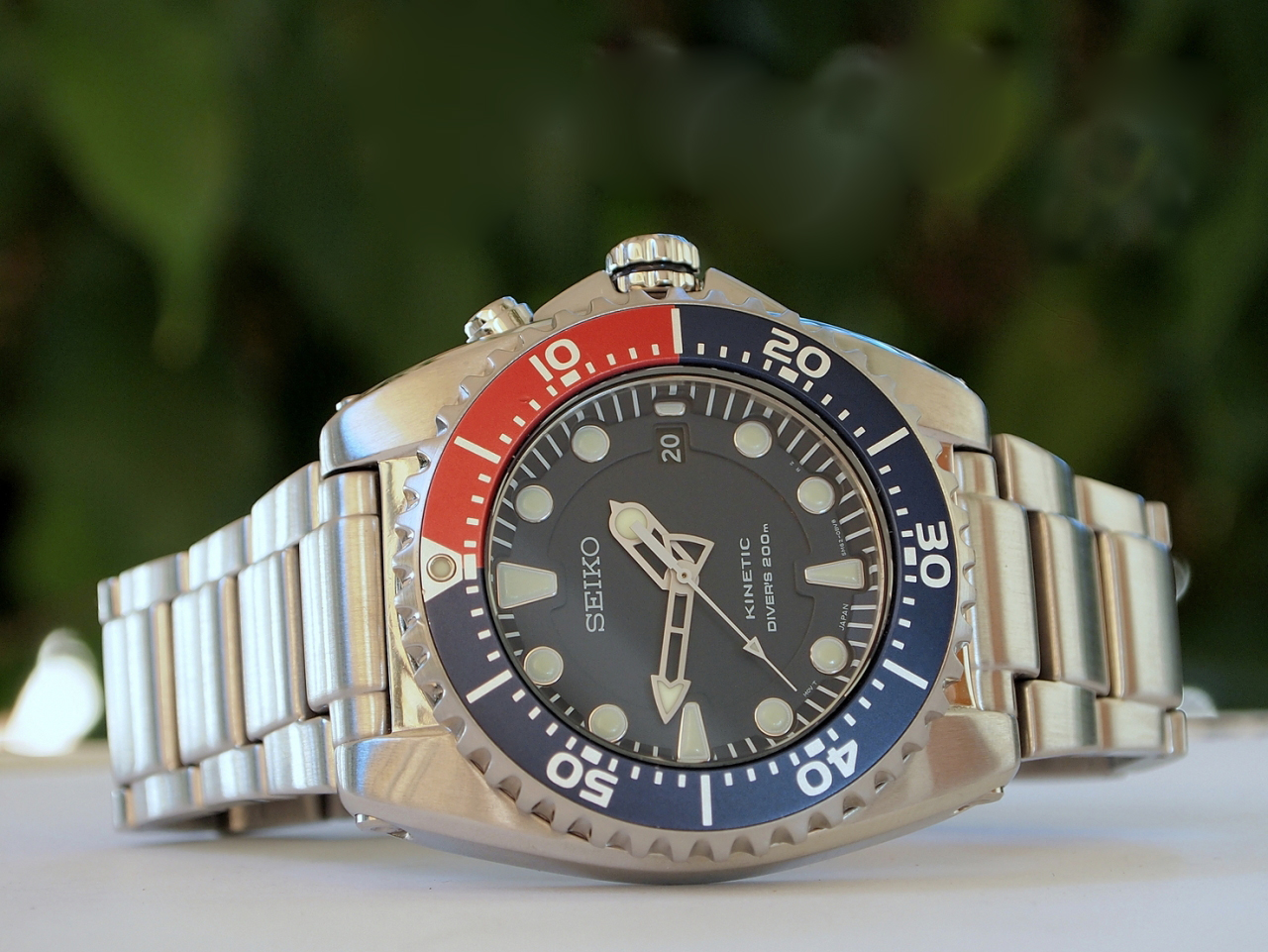
ダイバースキューバSKA369

200m防水に対応したモデルで、防水性能は全モデル200m。搭載されるムーブメントは、メカニカルムーブメントのキャリバー6R15および6R35、キネティックのキャリバー5M85および5M62、ソーラーのV147である。

### 陸

#### ランドマスター
プロスキーヤーで登山家の三浦雄一郎が監修した20気圧防水に対応した最上級モデル。登山時の過酷な状況下でも「時間が分かる」「止まらない」「邪魔にならない」をコンセプトに開発された。搭載されるムーブメントは、スプリングドライブのキャリバー5R66。

#### ランドマスターグレートトラヴァース
『マリンマスターオーシャンクルーザー』の事実上の後継商品として2017年7月8日に発売された。ランドマスターシリーズとしては初のGPSソーラーモデル。ムーブメントはキャリバー8X53を搭載する。レインウェアの脱ぎ着に支障を及ばさない様に竜頭が12時方向に取り付けられている。2018年9月をもって生産及び販売が終了した。

#### フィールドマスター
全モデルに簡易方位計が付く登山用モデル。搭載されるムーブメントは、ソーラーのキャリバーV172およびV175、メカニカルムーブメントのキャリバー6R15。

#### アルピニスト
プロスキーヤーで登山家の三浦豪太が監修した登山用ソーラーデジタルモデル。見易さと使いやすさ、装備の引っ掛かりを防ぐ滑らかな形状を目指して開発された。搭載されるムーブメントは、ソーラーのキャリバーS822およびS830。

### 空

#### スカイプロフェッショナル
コックピットを髣髴させる計器然としたクロノグラフモデル。航空計測用円形計算尺、耐磁性能を標準装備する。搭載されるムーブメントは、ソーラーのキャリバーV172およびV175。

### 走

#### スーパーランナーズスマートラップ
マラソン大会のコース上に敷かれている計測用マットに反応し自動でラップを取る機能「スマートラップ（SMART-LAP）」を搭載する。搭載されるムーブメントは、クオーツのキャリバーS620。

#### スーパーランナーズEX
3D加速度センサーによる歩数計測機能、ターゲットタイマー機能などトレーニング時の使用をも想定したモデル。搭載されるムーブメントは、クオーツのキャリバーS670。

#### スーパーランナーズソーラーモデル
ストップウオッチ機能やダブルリピートタイマー機能を搭載したソーラーモデル。搭載されるムーブメントは、ソーラーのキャリバーS680とS690。

#### スーパーランナーズ
ストップウオッチ機能やダブルリピートタイマー機能を搭載したモデル。搭載されるムーブメントは、クオーツのキャリバーS611。

### LX Line
ラテン語で"光"を意味する「ルクス（lux）」から命名されたプロスペックスの新ラインで2019年のバーゼル・フェアで発表された。